# Opuwo

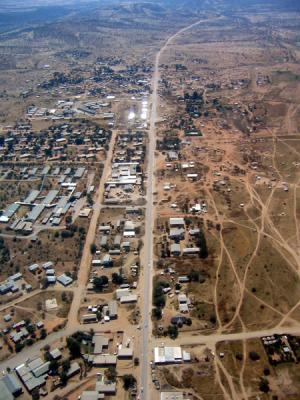
Vista aerea di Opuwo

Opuwo (5000 abitanti circa) è la capitale della regione del Kunene, nella Namibia nordoccidentale. Si trova a nord dei monti Joubert, circa 720 km a nord di Windhoek. La cittadina è nata a partire da una base militare delle forze aeree sudafricane, costruita nel periodo della guerra di indipendenza della Namibia.
Il nome "Opuwo", nella lingua locale, significa "la fine"; per chi procede verso nord, il paese è infatti l'ultimo centro abitato di rilievo prima di entrare definitivamente nel Kaokoland, una delle regioni più selvagge dell'Africa. Per questo motivo costituisce anche una tappa quasi obbligata degli itinerari turistici in questa regione.
Il centro abitato si snoda su una lunghezza di appena 2–3 km, ed è costituito da una chiesa, un ospedale, un distributore di benzina, alcuni negozi di alimentari e poche abitazioni. La domenica si tiene un piccolo mercato, dove si vendono soprattutto carne e mahango, la birra locale, prodotta con il miglio.
La popolazione appartiene a diversi gruppi etnici, fra cui spiccano gli Himba e gli Herero.
Nei dintorni di Opuwo si trovano numerosi villaggi tradizionali himba.